# روبرت مايلارت
روبرت مايلارت (6 فبراير 1872 - 5 أبريل 1940)، مهندس مدني سويسري هو الذي أحدث ثورة في الخرسانة المسلحة.

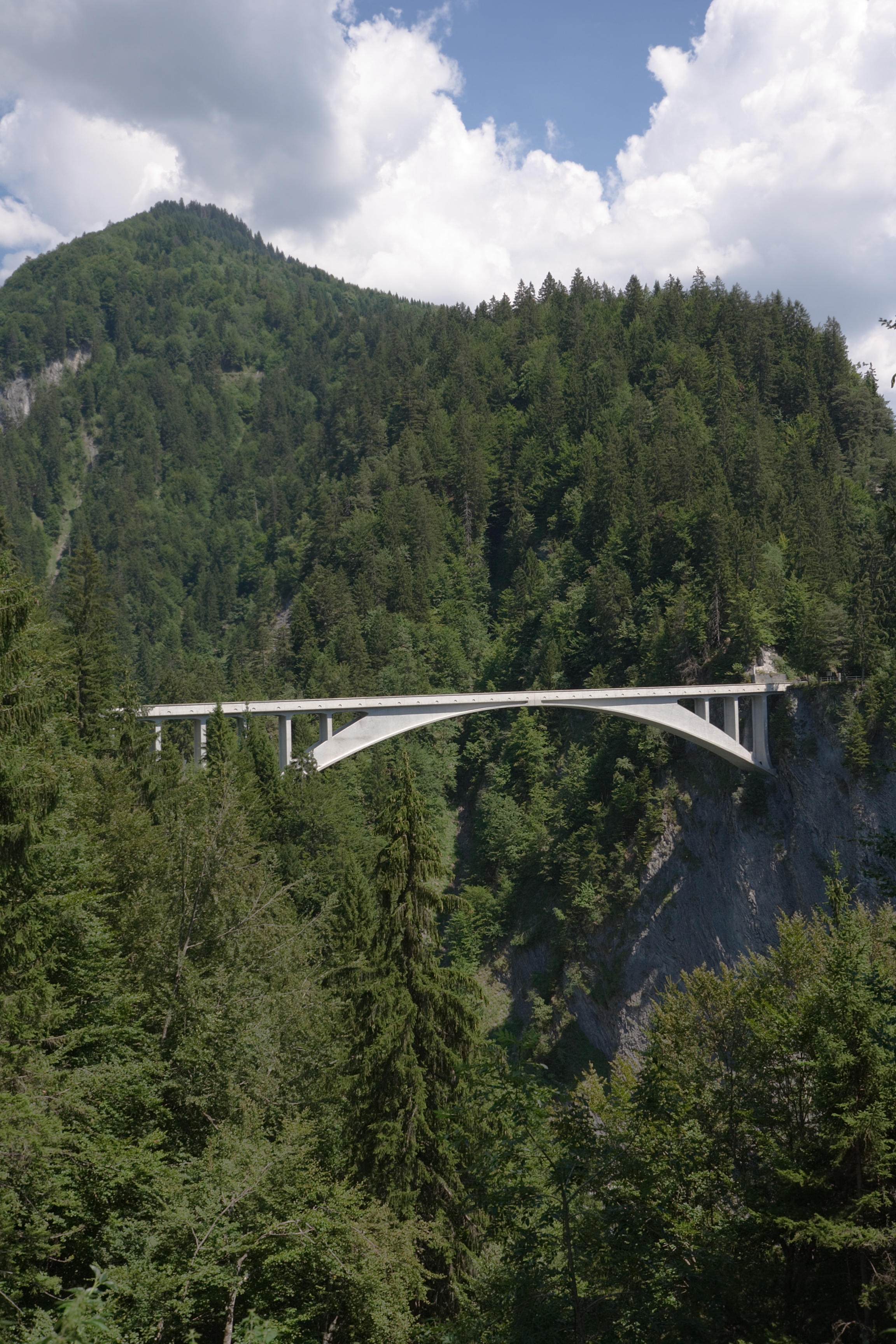
إحدى جسور روبرت مايلارت

## روابط خارجية
- روبرت مايلارت على موقع الموسوعة البريطانية (الإنجليزية)